# Claude Tchamitchian
Claude Tchamitchian, né le 28 décembre 1960 à Paris, est un contrebassiste et compositeur de jazz français.

## Biographie
Né d'un père arménien et d'une mère française, Claude Tchamitchian grandit dans une famille de musiciens (ses deux parents étaient pianistes, son père ayant même été l'élève d'Alfred Cortot). Il commence en autodidacte puis suit des études de musique au conservatoire d'Avignon. Il y fait la connaissance de Rémi Charmasson et André Jaume, avec qui il collaborera notamment en 1988 au premier au Festival de Sorgues.
Par la suite il multiplie les collaborations avec des musiciens français de jazz (Stéphan Oliva, Yves Robert, Sylvain Kassap, Gérard Siracusa, Gérard Marais, Jacques Di Donato, Antoine Hervé, René Bottlang, Philippe Deschepper, Jacques Thollot...) ou américain (Jimmy Giuffre, Éric Watson...).
Il est le leader des ensembles Lousadzak, Amarco, Ways Out et membre du Megaoctet d'Andy Emler et forme avec ce dernier et le batteur Éric Échampard le trio E.T.E. Il est par ailleurs le fondateur et directeur artistique du label Émouvance.

## Discographie
- Traces, Claude Tchamitchian Sextet, avec Géraldine Keller (voix), Daniel Erdmann (saxophone ténor et soprano, François Corneloup (saxophone baryton et soprano), Philippe Deschepper (guitare électrique), Christophe Marguet (batterie, percussions) et Claude Tchamitchian (contrebasse) Émouvance, 2016
- Amarco, Claude Tchamitchian, Vincent Courtois, Guillaume Roy, Émouvance, 2011
- Pause, MegaOctet d'Andy Emler, Naïve, 2011
- All Around, Maria Laura Baccarini, Abalone, 2010
- Another Childhood, Claude Tchamitchian, contrebasse solo, Émouvance, 2010
- Midnight Torsion, Eric Watson, Émouvance, 2009
- Stéréoscope, trio avec Stéphan Oliva et Jean-Pierre Jullian, La Buissonne, 2009
- Crouch, Touch, Engage, Megaoctet d’Andy Emler, Naïve, 2009
- Aquarian Forest, Äänet avec Stéphan Oliva, Rémi Charmasson et Jari Hongisto, Émouvance, 2008
- Eros y Muerte, Angélique Ionatos, Naïve, 2007
- Human Songs, New Lousadzak, Émouvance, 2006
- Next to You, Quartet Joe McPhee / Daunik Lazro / Raymond Boni / Claude Tchamitchian, Émouvance, 2006
- À quelle distance sommes-nous ?, trio d’Andy Emler, In Circum Girum, 2006
- Le monde est une fenêtre, Claude Tchamitchian (contrebasse) et Gaguik Mouradian (kamantcha) Émouvance, 2002
- Jeu d'enfants, Claude Tchamitchian, contrebasse solo, Émouvance, 1993 (enregistré en 1992, texte de livret de Christian Tarting)